# Süderhackstedt
Süderhackstedt (duń. Sønder Haksted) − miejscowość i gmina w Niemczech w kraju związkowym Szlezwik-Holsztyn, w powiecie Schleswig-Flensburg, wchodzi w skład urzędu Eggebek.